# Ardbeg (виски)
Ardbeg (рус. Ардбег) — марка шотландского виски, производимого на одноимённой винокурне, которая расположена на южном побережье острова Айлей в нескольких милях к востоку от города Порт-Эллен. Примечательно, что вблизи винокурни находятся ещё два производства: Лагавулин и Лафройг.

## История
Нелегальное производство виски в этих местах существовало ещё в 1794 году. Однако оно было закрыто налоговыми полицейскими и на месте старой винокурни в 1815 году появилась новая, но с тем же именем. Новое производство изначально создавалось Джоном Макдугалом (англ. John MacDougall), как лицензированное.
Бо́льшую часть XX века завод работал лишь на треть мощности. Это объясняется тем, что вкус производимых напитков получался очень насыщенным и выраженным, что осложняло использование их в купажах. В 1981 году производство было остановлено и последние 18 рабочих были уволены.
В 1989 году производство возобновилось, хотя объёмы выпускаемого виски были невелики. Так продолжалось вплоть до 1996 года. В 1997 году винокурню выкупила компания Glenmorangie plc, потратив более 1,4 миллиона фунтов стерлингов на новое оборудование. Три чана были выполнены из орегонской сосны, а один из дистилляторов был реконструирован вплоть до мельчайших деталей. Оригинальные здания винокурни были сохранены, а солодовни производства теперь расположены в Порт-Эллен. 25 июня 1997 года винокурня вновь начала выпуск виски, а с 1998 года завод начал работать, используя все производственные мощности.
Glenmorangie plc совместно принадлежит французской компании LVMH.
В 2011 году Ardbeg совместно с американской исследовательской компании NanoRacks LLC отправили на орбиту образцы спиртов. Целью эксперимента стало изучение влияния гравитации на процесс созревания спиртов ( в частности влияние на терпены, вещества, отвечающие за вкус виски). 30 октября 2011 года космический корабль Прогресс стартовал с космодрома Байконур и доставил на орбиту образцы спиртов общим объемом 500 мл. Эксперимент длился 1045 дней и 12 сентября 2014 года корабль с образцами успешно приземлился в казахстанской степи. Образцы с орбиты были переданы доктору Биллу Ламсдену (Ardbeg), который возглавляет исследование.

## Разливы
Существует огромное количество разнообразных разливов Ardbeg, некоторые из которых распространяются только среди членов клуба The Ardbeg Committee, официально основанного в 2000 году.
- Ardbeg Very Young, (58.3%). Впервые начал продаваться 2003 году, будучи тогда 6-летним. Первый виски, произведённый в 1997 году.
- Ardbeg Still Young, (58.3%). Появился в 2006 году, будучи тогда 8-летним виски. Продолжил идею Ardbeg Very Young.
- Ardbeg Almost There, (54.1%). Третий выпуск в этой тематической линии. Выпущен в 2007 году как 9-летний.
- Ardbeg Renaissance, (55.9%). Ограниченный выпуск 10-летнего Ardbeg. Дистиллированный в 1998, он был представлен на суд широкой общественности в июне 2008.
- Ardbeg 10 Year Old, (46%).
- Ardbeg 17 Year Old, (40%).
- Ardbeg 25 Year Old
- Ardbeg 30 Year Old
- Ardbeg Uigeadail, (54.2%). Uigeadail (Оогадал) - озеро, откуда винокурня берет воду для своих виски. Напиток, по мнению Джима Мюррэя (англ. Jim Murray) - автора книг "Библия виски" (англ. Whisky Bible), стал лучшим виски 2009 года[4].
- Ardbeg Serendipity, (40%). Смесь старого Ardbeg с 12-летним Glen Moray.
- Ardbeg Airigh Nam Beist, (46%). Название Airigh Nam Beist (Арринам Байст) переводится с гэльского как "убежище зверя".
- Ardbeg Blasda
- Ardbeg 1965
- Ardbeg 1974
- Ardbeg 1977
- Ardbeg 1978
- Ardbeg 1979
- Ardbeg Kildalton
- Ardbeg Peat Pack
- Ardbeg 1980
- Ardbeg 1981
- Ardbeg 1990
- Ardbeg Provenance
- Ardbeg Mor
- Ardbeg Lord of the Isles
- Ardbeg Corryvreckan
- Ardbeg Supernova
- Single Cask 1375
- Ardbeg Galileo
- Ardbeg Perpetuum 47.4% ABV (Ограниченный релиз)
- Ardbeg Dark Cove Committtee Edition 2016 55% ABV (Ограниченный релиз)